# Shirley Nekhubui
Shirley Nekhubui (Thohoyandou, 31 luglio 2000) è una velocista sudafricana.

## Biografia
Nel 2022 prende parte ai campionati africani di Saint-Pierre, classificandosi settima nei 200 metri piani e quarta nella staffetta 4×400 metri mista. Lo stesso anno partecipa ai campionati mondiali di Eugene, senza riuscire a raggiungere le semifinali dei 200 metri piani, mentre ai Giochi del Commonwealth di Birmingham si classifica quarta nella staffetta 4×400 metri femminile.
Nel 2024 rappresenta il Sudafrica ai Giochi panafricani di Accra, dove conclude la gara dei 200 metri piani con la settima posizione in classifica, mentre nella staffetta 4×400 metri mista raggiunge il quarto posto insieme ai connazionali Anele Nzwanzwa, Rogail Joseph e Tumisang Shezi facendo registrare il record nazionale sudafricano. Alle World Athletics Relays di Nassau non supera le batterie di qualificazione alla finale e si ferma anche nelle batterie di ripescaggio per la qualificazione olimpica. Sempre nel 2024 prende parte ai campionati africani di Douala, dove si classifica quarta e quinta rispettivamente nei 400 e 200 metri piani, mentre nella staffetta 4×400 metri mista conquista la medaglia d'oro, il record della manifestazione e il record nazionale insieme a Gardeo Isaacs, Mthi Mthimkulu e Miranda Coetzee.
Nel 2025 torna in pista alle World Athletics Relays di Guangzhou, dove corre nelle batterie di qualificazione nella staffetta 4×400 metri mista facendo accedere la squadra sudafricana alla finale (dove verrà sostituita da Jada van Staden che con Mthi Mthimkulu, Tumisang Shezi e Hannah van Niekerk raggiungerà la quarta posizione in classifica), mentre nella staffetta 4×400 metri femminile, insieme alle connazionali Miranda Coetzee, Precious Molepo e Zenéy van der Walt, conquista la medaglia d'argento, il record sudafricano e la qualificazione per i campionati mondiali di Tokyo.

## Record nazionali
- 300 metri piani: 36"36 ( Pretoria, 8 febbraio 2025)
- Staffetta 4×400 metri: 3'24"84 ( Guangzhou, 11 maggio 2024)
- Staffetta 4×400 metri mista: 3'13"12 ( Douala, 22 giugno 2024)

## Progressione

### 100 metri piani
| Stagione | Tempo            | Luogo          | Data      | Rank. Mond. |
| -------- | ---------------- | -------------- | --------- | ----------- |
| 2025     | 11"36 (+1,2 m/s) | Johannesburg   | 15-3-2025 |             |
| 2024     | 11"38 (-0,4 m/s) | Pretoria       | 18-5-2024 |             |
| 2022     | 11"49 (-1,1 m/s) | Bloemfontein   | 16-3-2022 |             |
| 2021     | 11"70 (+0,1 m/s) | Heusden-Zolder | 3-7-2021  |             |

### 200 metri piani
| Stagione | Tempo            | Luogo         | Data      | Rank. Mond. |
| -------- | ---------------- | ------------- | --------- | ----------- |
| 2025     | 22"91 (+1,3 m/s) | Pretoria      | 12-3-2025 |             |
| 2024     | 22"84 (+0,3 m/s) | Pretoria      | 15-6-2024 |             |
| 2023     | 23"56 (+1,7 m/s) | Potchefstroom | 31-3-2023 |             |
| 2022     | 23"19 (-0,3 m/s) | Potchefstroom | 6-4-2022  |             |
| 2021     | 23"28 (-0,4 m/s) | Pretoria      | 16-4-2021 |             |
| 2020     | 24"95 (-0,3 m/s) | Pretoria      | 13-3-2020 |             |

### 400 metri piani
| Stagione | Tempo | Luogo         | Data      | Rank. Mond. |
| -------- | ----- | ------------- | --------- | ----------- |
| 2025     | 51"28 | Gaborone      | 12-4-2025 |             |
| 2024     | 51"52 | Pretoria      | 18-5-2024 |             |
| 2023     | 51"80 | Potchefstroom | 30-3-2023 |             |
| 2022     | 54"25 | Sasolburg     | 25-6-2022 |             |
| 2021     | 54"80 | Liegi         | 30-6-2021 |             |
| 2020     | 56"45 | Pretoria      | 14-3-2020 |             |

## Palmarès
| Anno | Manifestazione          | Sede         | Evento                  | Risultato   | Prestazione      | Note                                     |
| ---- | ----------------------- | ------------ | ----------------------- | ----------- | ---------------- | ---------------------------------------- |
| 2022 | Campionati africani     | Saint-Pierre | 200 m piani             | 7ª          | 23"72 (+0,4 m/s) |                                          |
| 2022 | Campionati africani     | Saint-Pierre | Staffetta 4×400 m mista | 4ª          | 3'23"06          |                                          |
| 2022 | Campionati mondiali     | Eugene       | 200 m piani             | Batteria    | 23"46 (+0,4 m/s) |                                          |
| 2022 | Giochi del Commonwealth | Birmingham   | Staffetta 4×400 m       | 4ª          | 3'30"25          |                                          |
| 2024 | Giochi panafricani      | Accra        | 200 m piani             | 7ª          | 23"93 (-2,6 m/s) |                                          |
| 2024 | Giochi panafricani      | Accra        | Staffetta 4×400 m mista | 4ª          | 3'18"54          | Record nazionale                         |
| 2024 | World Athletics Relays  | Nassau       | Staffetta 4×400 m mista | Ripescaggio | 3'15"96          |                                          |
| 2024 | Campionati africani     | Douala       | 200 m piani             | 5ª          | 23"44 (0,0 m/s)  |                                          |
| 2024 | Campionati africani     | Douala       | 400 m piani             | 4ª          | 52"10            |                                          |
| 2024 | Campionati africani     | Douala       | Staffetta 4×400 m mista | Oro         | 3'13"12          | Record dei campionati · Record nazionale |
| 2025 | World Athletics Relays  | Guangzhou    | Staffetta 4×400 m       | Bronzo      | 3'24"84          | Record nazionale                         |
| 2025 | World Athletics Relays  | Guangzhou    | Staffetta 4×400 m mista | Batteria    | 3'13"79          | [ 1 ]                                    |

## Campionati nazionali
- 1 volta campionessa sudafricana assoluta dei 200 metri piani (2024)
- 1 volta campionessa sudafricana assoluta dei 400 metri piani (2024)
- 1 volta campionessa sudafricana assoluta della staffetta 4×100 metri (2025)
- 1 volta campionessa sudafricana assoluta della staffetta 4×100 metri mista (2025)

2021
- Argento ai campionati sudafricani assoluti, 200 m piani - 23"77 (vento: +0,1 m/s)

2022
- 4ª ai campionati sudafricani assoluti, 200 m piani - 24"35 (vento: -4,4 m/s)

2023
- 5ª ai campionati sudafricani assoluti, 200 m piani - 25"32 (vento: 0,0 m/s)
- Bronzo ai campionati sudafricani assoluti, 400 m piani - 52"20

2024
- Oro ai campionati sudafricani assoluti, 200 m piani - 23"28 (vento: 0,0 m/s)
- Oro ai campionati sudafricani assoluti, 400 m piani - 51"77

2025
- Argento ai campionati sudafricani assoluti, 400 m piani - 51"49
- Oro ai campionati sudafricani assoluti, staffetta 4×100 m - 44"21
- Oro ai campionati sudafricani assoluti, staffetta 4×100 m mista - 41"87